# Dorothea Nicolai
Dorothea Nicolai (née en 1962) est une décoratrice allemande, auteur et curateur. Elle était directrice costume, maquillage et perruques du 2000 à 2007 et du 2012 à 2015 au Festival de Salzbourg. Depuis 2017, elle est responsable des costumes au Festival de Bayreuth. Depuis Avril 2019 elle enseigne "Histoire de la mode" à l'Académie Mode&Design, Munich.

## Biographie
Après une apprentissage comme couturière à Munich, Nicolai passait ses premières expériences dans le département des costumes du Théâtre d'État Bavarois sous la direction d'Antje Lau. En 1986, elle y a travaillé comme assistante costume et décoration. À partir de 1986, Dorothea Nicolai faisait ses études  de costumière et •expert costume à l'Université d'Art et de Design à Hambourg sous les professeurs Dirk von Bodisco et Brigitte Stamm.
Ensuite débute une période d'expériences comme costumière, assistante de costumes et décoratrice en France, en Italie, en Belgique et en Autriche. Elle était, entre autres, costumière à l'Atelier du Costume, dirigé par Danièle Boutard, à Paris. 1990 elle travaillait comme décoratrice à la télévision bavaroise pour des films documentaires.
Entre 1992 à 1995 elle travaillait régulièrement comme assistante costume au Festival de Salzbourg, entre autres pour Herbert Wernicke et Jacques Schmidt. De 1993 à 1996, elle enseignait  histoire du costume à l’université Mozarteum à Salzbourg. De 1995 à 1999, elle était assistante aux ateliers costumes de Vienne (Bundestheater) pour l'opéra de Vienne. À ce titre, elle était aussi responsable pour les costumes du Ballet national de Vienne ; pendant cette période, elle dessinait les costumes pour les chorégraphies contemporaines de Christine Gaigg et Nicolas Musin.
1999 à 2007 Nicholai devenait directrice costume, maquillage et perruques au Festival de Salzbourg sous la diréction de Peter Ruzicka. Avec cette position elle faisait partie de l'ensemble des sept directeurs de départements. Elle était responsable de la conception et réalisation des costumes pour le théâtre, l'opéra et le ballet. En 2006 Nicolai a reconstitué et réinterprété les costumes pour le ballet Idomeneo-Chaconne de Mozart  à partir les maquettes originales du XVIIIe siècle en coopération avec l'institut Derra de Moroda de l'Université de Salzbourg.Ses costumes déterminaient l'esthétique de la production. Elle a également développé en 2006 pour le Festival de Salzbourg, les costumes de la nouvelle production de l'opéra Apollo et Hyacinthus et Le devoir du premier commandement de Mozart à l'auditorium de l'Université de Salzbourg. De 2001 à 2007, elle enseignait en même temps histoire de costume à l'Académie des Beaux-Arts à Munich.
En 2006, elle était responsable de la conception des costumes pour la reprise de l'opéra Les Troyens à l'Opéra Bastille de Paris, elle réalisait les costumes à partir les dessins originaux par Herbert Wernicke, qui avait mis en scène cet opéra en 2000 au Festival de Salzbourg.
Entre 2007 et 2012, Dorothea Nicolai était directrice de costumes à l'Opéra de Zurich. En 2008, elle a créé les costumes pour la création mondiale de l'opéra pour enfants Dans l'ombre du mûrier par Edward Rushton. Les costumes de Nicolai faisaient partie d'une Méditerranée idylique dans lequel le réalisateur Aglaia Nicolet plaçait la mise en scène. Pour l'ouverture de la saison de l'Opéra de Zurich 2009/2010, Nicolai a créé les costumes pour la première suisse du Singspiel la pierre philosophale ou L'île magique par Emanuel Schikaneder avec la musique de Mozart, Johann Baptist Henneberg, Franz Xaver Gerl et Benedikt Schack. En outre, elle a conçu les costumes de l'Opéra de Zurich dans plusieurs ballets du Ballet de Zurich.
Entre 2012 et 2015, elle était au Festival de Salzbourg comme directrice costume, maquillage et perruques. Elle était responsable de la direction artistique d'environ 80 habilleuses et couturières, et environ 60 personnes service maquillage/perruques. Pour le Festival de Salzbourg 2013, elle a conçu les costumes pour une production du Singspiel de Mozart L'Enlèvement au Sérail dans une version pour enfants.
Depuis 2005, Dorothea Nicolai est membre (depuis 2013 membre du conseil) du Conseil international des musées ICOM du costume committee.
Pendant les étés 2017 et 2018 elle travaillait comme directrice costumes à Bayreuth pour le Festival Wagner (Bayreuther Festspiele) pour les nouvelles productions de “Les Maîtres Chanteurs de Nuremberg” et “Lohengrin”.
En 2019 elle commençait à enseigner «Histoire de Mode et Design» à l’Académie Mode Design (amd) à Munich (Prof. Ulrike Nägele), depuis 2020 elle enseigne aussi «TextileTechnology» (Prof. Sabine Resch).

## Dessins de costumes (productions)
- 2005: one plus one, Chorégraphie: Christine Gaigg Tanztheater Wien.
- 2005/2006: Jedermann, Metteur en scène: Henning Bock, Festival de Salzbourg.
- 2006: Ersatzbank, Albert Ostermeier, Première mondiale, Metteur en scène: Henning Bock, Festival de Salzbourg.
- 2006: Idomeneo Chaconne de Wolfgang Amadeus Mozart, Chorégraphie: Claudia Jeschke, l'Université Mozarteum de Salzbourg.
- 2006: Les Troyens, metteur en scène Herbert Wernicke, reprise à l'Opéra de Paris Bastille.
- 2007: Über Tiere, par Elfriede Jelinek, première suisse, mise en scène par Christine Gaigg, Zurich, Theater am Neumarkt.
- 2008: Dans l'ombre du mûrier par Edward Rushton, première, mise en scène par Aglaia Nicolet, l'Opéra de Zurich.
- 2008: Sonata de César Franck, Chorégraphie: Filipe Portugal, l'Opéra de Zurich en 2008.
- 2010/2011: La Pierre Philosophale, dirigé par Felix Breisach, l'Opéra de Zurich, 2011.
- 2013: DeSacre!, Chorégraphie: Christine Gaigg, Hofkappelle, Vienne.
- 2013: L'Enlèvement du sérail de Mozart (vérsion enfants), Metteur en scène: Johannes Schmid, Festival de Salzbourg.
- 2014: Maybe the way you made love twenty years ago is the answer?, Chorégraphie: Christine Gaigg, Steirischer Herbst / Tanzquartier Wien.
- 2014/2015/2016: La Cenerentola (vérsion enfants), Metteur en scène: Ulrich Peter, Festival de Salzbourg / Teatro alla Scala.
- 2015: Vergiss dein Pfuschwerk, Schöpfer, Metteur en scène: Julian Pölsler, Internationale Schostakowitsch Tage Gohrisch.
- 2016: Hamlet (comédie musicale), Metteur en scène: Sascha von Donat, Première: Teo Otto Theater Remscheid, En tournée en Allemagne 2016.
- 2016: Le Barbier de Séville, Metteur en scène: Tristan Braun, Opéra de chambre Munich, Château de Nymphembourg 2016.
- 2016: L'Enlèvement du sérail de Mozart (vérsion enfants), Metteur en scène: Johannes Schmid, Teatro alla Scala 2016.
- 2016: Il mondo della luna, Metteur en scène: Dominik Wilgenbus, Opéra de chambre Munich, Théâtre Municipal Aschaffenburg 2016.
- 2016: clash, Chorégraphie: Christine Gaigg Tanztheater Wien.
- 2017: Le Masque de la mort rouge, metteur en scène Klaus Ortner, Andermatt Swiss Alps Classics 2017.
- 3.5.-5.5.2019: Residenztage Bayreuth: L'Eau et la Terre, reconstruction de deux costumes baroques de danse selon les gravures de Johann Meßelreuther pour le Markgräfliche Opernhaus Bayreuth/Administration Bavaroise des Châteaux, Parcs et Lacs
- 2019: Das tote Pferd von Plön. Web Musical. Metteur en scène: Rainer Niermann
- 2019: Peer Gynt. Comédie Musicale. Metteur en scène:  Sascha von Donat, Opernwerkstatt am Rhein, Cologne
- 2019: Affair. Chorégraphie: Christine Gaigg, Tanzquartier Vienne

## Dessins de costumes (occasions)
- 2013: Robes de bal pour débutantes au Bal de l'Opéra de Zurich.
- 2016: Robes de bal pour débutantes au Bal de l'Opéra de Zurich.
- 2016: iwis 1916–2016, célébration du 100e anniversaire (costume en cuir avec des chaînes iwis pour le présentateur).
- 2017: Robes de bal pour débutantes au Bal de l'Opéra de Zurich.
- 2020: Jeux Olympiques pour Jeunes Lausanne: Cérémonie d’Ouverture, Chorégraphie: Nadine Imboden
- 2020: Art On Ice, «Cage Skirts» costumes speciaux pour change rapide, Stadium Zürich

## Décors (sélection)
- 2016: Le Barbier de Séville, Metteur en scène: Tristan Braun, Opéra de chambre Munich, Château de Nymphembourg 2016.

## Expositions (sélection)
17 avril 2015 — 1er novembre 2015: Les robes de la Paramour, curateurs: Dr Erika Oehring et Dorothea Nicolai. L'exposition est une coopération entre la Residenzgalerie / DomQuartier et le Festival de Salzbourg.
22.5.-29.9.2019: Ausdruckstanz und Bauhausbühne, Kestner Museum Hannover: article pour le catalogue de l'exposition "Tissus en mouvement et architecture dans l'espace. Des costumes pour l'Ausdruckstanz et Bauhaus.
2020: Musée Olympique Lausanne: exposition du costume «Spirit» pour la Cérémonie d’Ouverture des Jeux Olympiques pour Jeunes